# Боуден, Фрэнк Филип
Фрэнк Филип Боуден (англ. Frank Philip Bowden, 2 мая 1903, Хобарт — 3 сентября 1968) — австралийский физик.

## Ранние годы
Фрэнк родился в Хобарте, Тасмания, в семье телеграфного инженера Фрэнка Проссера Боудена. 
Боуден получил степень бакалавра наук в Университете Тасмании в Австралии в 1925 году, степень магистра наук там же в 1927 году и степень доктора наук в 1933 году, к тому времени он работал в Кембриджском университете в Англии. Он получил докторскую степень в Кембридже в 1929 году.

## Карьера
С 1931 по 1939 год Боуден работал преподавателем физической химии в Кембриджском университете. Он вернулся в Австралию в 1939 году, чтобы работать в Организации научных и промышленных исследований Содружества. Он вернулся в Великобританию в 1946 году в качестве преподавателя физической химии.
В 1957 году Боуден стал преподавателем физики в Кембридже, а в 1966 году — профессором физики поверхности. Он внёс значительный вклад в область трибологии и получил Международную премию Общества трибологов и инженеров по смазочным материалам в 1955 году. Он также был назван Дунканом Доусоном одним из 23 «Людей трибологии». Большая часть трибологических исследований Боудена проводилась совместно с Дэвидом Тейбором, с которым он опубликовал свою популярную книгу «Трение и смазка твёрдых тел».
Боуден умер 3 сентября 1968 года.

## Личная жизнь
Он женился на тасманийке Марго Хатчисон в Лондоне в 1931 году. У них было 3 сына и дочь.

## Награды и почести
- 1938 Награждён медалью и премией Бейлби[англ.] Королевского химического общества[13]
- 1948 Избран членом Лондонского королевского общества[14]
- 1955 Награждён медалью Эллиота Крессона Институтом Франклина
- 1955 Награждён Международной премией Общества трибологов и инженеров по смазочным материалам[англ.][4]
- 1956 Награждён Орденом Британской империи на Награждениях в честь дня рождения королевы в 1956 году[англ.][15]
- 1956 Награждён медалью Румфорда Лондонского королевского общества "В знак признания его выдающейся работы о природе трения"[16]
- 1968 Награждён медалью Глейзбрука[англ.] Института физики[12]
- 1968 Награждён золотой медалью Бернарда Льюиса Института горения[англ.][12]